# حميد بوشناق
حميد بوشناق (1969، وجدة)، مغني مغربي، يجمع في غنائه النغمات الموسيقية الأندلسية، العربية والإسبانية والفرنسية، والراي والبوب. ورث عن أبيه الذي كان استاذا في الموسيقى الأندلسية، إتقان الأساليب الموسيقية لغرب المغرب العربي. ومنذ سن الخامسة، عرف بدايته على الساحة الموسيقية بين أحضان مجموعة «الإخوان بوشناق». وتميز الشاب حميد بصوته وشخصيته عن إخوانه. في 1992، انحلت المجموعة وانطلق حميد في مسيرة انفرادية حيث أخرج ثلاثة ألبومات على التوالي «راية الأيام» و«يا بنت الناس» و«لعفو يا مولانا».
في عام 1997، توجت MCM حميد بوشناق بجائزة أفضل أغنية ناطقة بالفرنسية من أجل أداء قطعة " Il ne nous reste plus d'espoir" في ديوتو مع المغني مالك.

## وصلات خارجية
- حميد بوشناق على موقع ميوزك برينز (الإنجليزية)
- حميد بوشناق على موقع أول ميوزيك (الإنجليزية)
- حميد بوشناق على موقع ديسكوغز (الإنجليزية)

- الموقع الرسمي
- مدونة بوشناق